# 杰米扬·科罗琴科
杰米扬·谢尔盖耶维奇·科罗琴科（1894年11月17日（29日）—1969年4月7日），苏联烏克蘭裔政治人物。曾担任乌共（布）第聂伯罗彼得罗夫斯克州委第一书记，乌共（布）中央第二书记，乌克兰苏维埃社会主义共和国人民委员会、部长会议主席，最高苏维埃主席团主席，苏联最高苏维埃主席团副主席等职务。

## 生平
- 1894年11月17日（格里历：11月29日）出生于切尔尼戈夫省诺夫哥罗德-谢维尔斯基区波格列布基村的一个农民家庭。1909年毕业于当地乡村小学。
- 1909年-1915年，在当地做面包房工人，铁路工人。
- 1915年-1917年，沙俄海军塔林彼得大帝要塞第2炮兵旅士兵。二月革命后加入苏维埃。
- 1917年-1918年，切尔尼戈夫省波格里布基和奥斯特鲁什基村苏维埃代表，组织土地革命。
- 1918年-1919年，切尔尼戈夫省游击队成员，组织抵抗德奥军队。1918年11月加入俄共（布）。
- 1919年-1920年9月，诺夫哥罗德-锡维尔斯基市第46师地方警卫团营长、团长；南方前线第13军事学院政委。
- 1920年9月-1923年2月，乌共（布）切尔尼戈夫省绍斯特卡区委组织部长。
- 1923年2月-11月，乌共（布）切尔尼戈夫省诺夫哥罗德-谢韦尔斯基区委组织部长。
- 1923年11月-1924年4月，哈尔科夫乌共（布）中央委员会政工培训班学习。
- 1924年4月-10月，乌共（布）切尔尼戈夫省诺夫哥罗德-谢韦尔斯基区委组织部长。
- 1924年10月-1925年9月，乌共（布）切尔尼戈夫省委执行书记。
- 1925年9月-1928年9月，乌共（布）敖德萨省五一区委执行书记。
- 1928年9月-1930年，联共（布）中央党校马列主义培训班学习。
- 1930年，苏联农业人民委员部巡视员。
- 1930年-1931年，联共（布）莫斯科市鲍曼区委选举和群众部部长。
- 1931年1月-1934年1月，莫斯科市鲍曼区区长。
- 1934年1月-1936年6月，联共（布）莫斯科市鲍曼区、五一区委第一书记。
- 1936年6月-1937年3月，联共（布）莫斯科州委书记。
- 1937年4月-8月，联共（布）莫斯科州委第二书记。
- 1937年6月-10月，联共（布）西部州委代理第一书记。
- 1937年10月-11月，联共（布）斯摩棱斯克州委代理第一书记。
- 1937年11月-1938年2月，乌共（布）第聂伯罗彼得罗夫斯克州委第一书记。
- 1938年2月-1939年7月，乌克兰苏维埃社会主义共和国人民委员会主席。
- 1939年7月-1946年7月，乌共（布）中央第三书记。期间，1942年10月-1943年6月，乌共（布）地下中央委员。
- 1946年7月-1947年3月，乌共（布）中央第二书记。
- 1947年3月-12月，乌共（布）中央书记处书记。
- 1947年12月-1954年1月，乌克兰苏维埃社会主义共和国部长会议主席。
- 1954年1月-1969年4月，乌克兰苏维埃社会主义共和国最高苏维埃主席团主席。
- 1969年4月7日于基辅逝世，享年74岁。葬于拜科夫公墓。

科罗琴科是联共（布）17-18大，第18次代表会议，苏共19-23大代表；第18-23届中央委员，第19届中央主席团委员，第21届中央主席团候补委员；第1-3届苏联最高苏维埃联盟院代表，第4-7届苏联最高苏维埃民族院代表，第1-6届乌克兰苏维埃社会主义共和国最高苏维埃代表。

## 荣誉
- 社会主义劳动英雄称号（1964）
- 六次列宁勋章（1939,1943,1944,1948,1958,1964）
- 一级苏沃洛夫勋章（1945）
- 一级卫国战争勋章（1945）
- 劳动英勇奖章（1959）
- 两次一级卫国战争游击队员奖章（1943,1944）
- 1941-1945年伟大卫国战争战胜德国奖章
- 1941-1945年伟大卫国战争胜利二十周年奖章
- 1941-1945年伟大卫国战争中忘我劳动奖章
- 苏联武装力量五十周年奖章[5]

## 備注
1. ↑  烏克蘭語羅馬化：Demian Serhiiovych Korotchenko
2. ↑  俄語羅馬化：Demyan Sergeyevich Korotchenko